# Gerhard von Battenberg
Gerhard Graf von Battenberg  (* im 13. Jahrhundert; † im 14. Jahrhundert) war Domherr in Mainz.

## Leben

### Herkunft und Familie
Gerhard von Battenberg entstammte dem Adelsgeschlecht Battenberg und war der Sohn des Grafen Hermann II. von Battenberg, letzter regierender Graf in Battenberg. Dieser verkaufte im Jahre 1296 die restlichen Besitzungen seiner Grafschaft an die Erzbischöfe von Mainz. Somit schied eine Nachfolge als Graf aus; Gerhard wurde für den geistlichen Stand vorgesehen. 1288 präsentierten ihn die Herren von Runkel als Pfarrer in Battenfeld.
Damit ging ein bedeutender Machtgewinn des Hauses Battenberg einher, da zu der Pfarrei Battenfeld auch die Stadt Battenberg gehörte und so auch die geistliche Oberhoheit einschließlich der damit verbundenen Einnahmen auf die Familie übergingen.
1306 findet Gerhard als Domherr zu Mainz urkundliche Erwähnung. Dieses Amt hatte er bis 1336 inne.
Als um die Besetzung des Bischofsamtes (Mainzer Schisma) Konflikte aufkamen, war Gerhard ein treuer Parteigänger des Balduin von Trier.
Am 13. Juli 1331 einigte sich Gerhard in seiner Funktion als Propst von Hofgeismar mit dem Propst des Klosters Lippoldsber über die Verteilung der Einnahmen aus der Wallfahrtskirche Gottsbüren mit der Folge, dass ein Drittel der Einnahmen für den Bau einer Kirche bestimmt wurden.
Gerhard war zugleich auch Rektor der Pfarrkirche zu Florstadt.